# Nostalgias (Mina)
Nostalgias, pubblicato nel 1998, è un album della cantante italiana Mina.
Il disco contiene alcune versioni in lingua di brani pubblicati all'interno del doppio Canarino mannaro, con altri brani tratti da Pappa di latte e Lochness. La traccia Crazy è l'unica non in spagnolo, è in inglese ed è tratta ancora da Canarino mannaro.
Il brano Nostalgias è in una versione differente rispetto a quella pubblicata all'interno di Lochness.
Per la copertina Mauro Balletti recupera lo scatto già utilizzato nel 1980, per il singolo a 45giri Buonanotte Buonanotte / Capisco, aggiungendo altre immagini inedite dello stesso servizio fotografico.

Questo album non è incluso nella discografia sul sito ufficiale minamazzini.com.

## Tracce
1. Lo se (Fosse vero) - 4:18 -
(Massimiliano Pani-Alberto DeMartini, Testo Spagnolo: Alberto Garcia Demestres) 1998
2. Porque tu me acostumbraste - 4:18 - Tratta da Pappa di latte (1995) Ed. Canciones del Mundo 1995
3. Amore (Amore) (con Riccardo Cocciante) - 5:15 -
(Maurizio Monti/Riccardo Cocciante-Maurizio Monti, Testo Spagnolo: Ignacio Ballesteros) Ed. BMG Ariola/Delta Italiana 1998
4. De acuerdo (Va bene, va bene così) - 5:26 -
(Vasco Rossi-Roberto Casini-Domenico Camporeale, Testo Spagnolo: Alberto Garcia Demestres) 1998
5. Nostalgias - 5:03 - (Enrique Cadícamo-Juan Carlos Cobián) 1998
6. Puro Teatro - 4:01 - (Catalino "Tite" Curet Alonso) 1998
7. Da vueltas la vida (Rotola la vita) (con Audio 2) - 4:42 -
(Giovanni Donzelli-Vincenzo Leomporro, Testo Spagnolo: Alberto Garcia Demestres) 1998
8. Somos novios - 4:26 - (Armando Manzanero) 1998
9. Crazy - 5:44 - Tratta da Canarino mannaro (1995)
10. Encadenados - 4:15 - Tratta da Pappa di latte (1995)
11. Hoy (Noi) - 5:23 -
(Mauro Santoro, Testo Spagnolo: Alberto Garcia Demestres) 1998

## Versioni Tracce
- Fosse vero:

versione originale, vedi Canarino mannaro
- Amore:

versione originale con Riccardo Cocciante, vedi Canarino mannaro, canzone di Maurizio Monti (compositore e autore) interpretata in anni precedenti dallo stesso autore, Gilda Giuliani, Perla, Mónica Naranjo
- Va bene, va bene così:

versione originale, vedi Canarino mannaro
- Nostalgias:

versione del '94, vedi Lochness
- Rotola la vita:

versione originale con Audio 2, vedi Canarino mannaro
- Noi:

versione originale con Massimo Lopez, vedi Canarino mannaro